# Caju (bairro do Rio de Janeiro)
O Caju é um bairro da Zona Norte  do município do Rio de Janeiro, no Brasil. Sua ocupação começou em meados de 1800,[carece de fontes?] sendo um dos bairros mais antigos da cidade.[carece de fontes?] Entre 1830 e 1940 foi um bairro nobre, mas hoje em dia possui mais características de um bairro proletário do que do centro de uma grande cidade; mesmo tendo sofrido um processo malsucedido de revitalização, está muito longe do glamour que já possuiu.
Faz limite com São Cristóvão, Vasco da Gama, Benfica, Santo Cristo, Maré, Manguinhos. É conhecido por abrigar a parte mais importante do porto, a ponte Presidente Costa e Silva, o Hospital Estadual de Ortopedia, o Memorial do Carmo, o cemitério São Francisco Xavier, o Museu da Limpeza Urbana, áreas militares e uma grande quantidade de estaleiros. A falta de interesse público assim como o comércio do Porto são duas variáveis que assolam o bairro tão importante na história brasileira. O início do bairro do Caju se deu pela atividade pesqueira, que foi assolada pela expansão do Porto. Hoje o bairro é afetado pelo enorme trânsito de carretas.

## História

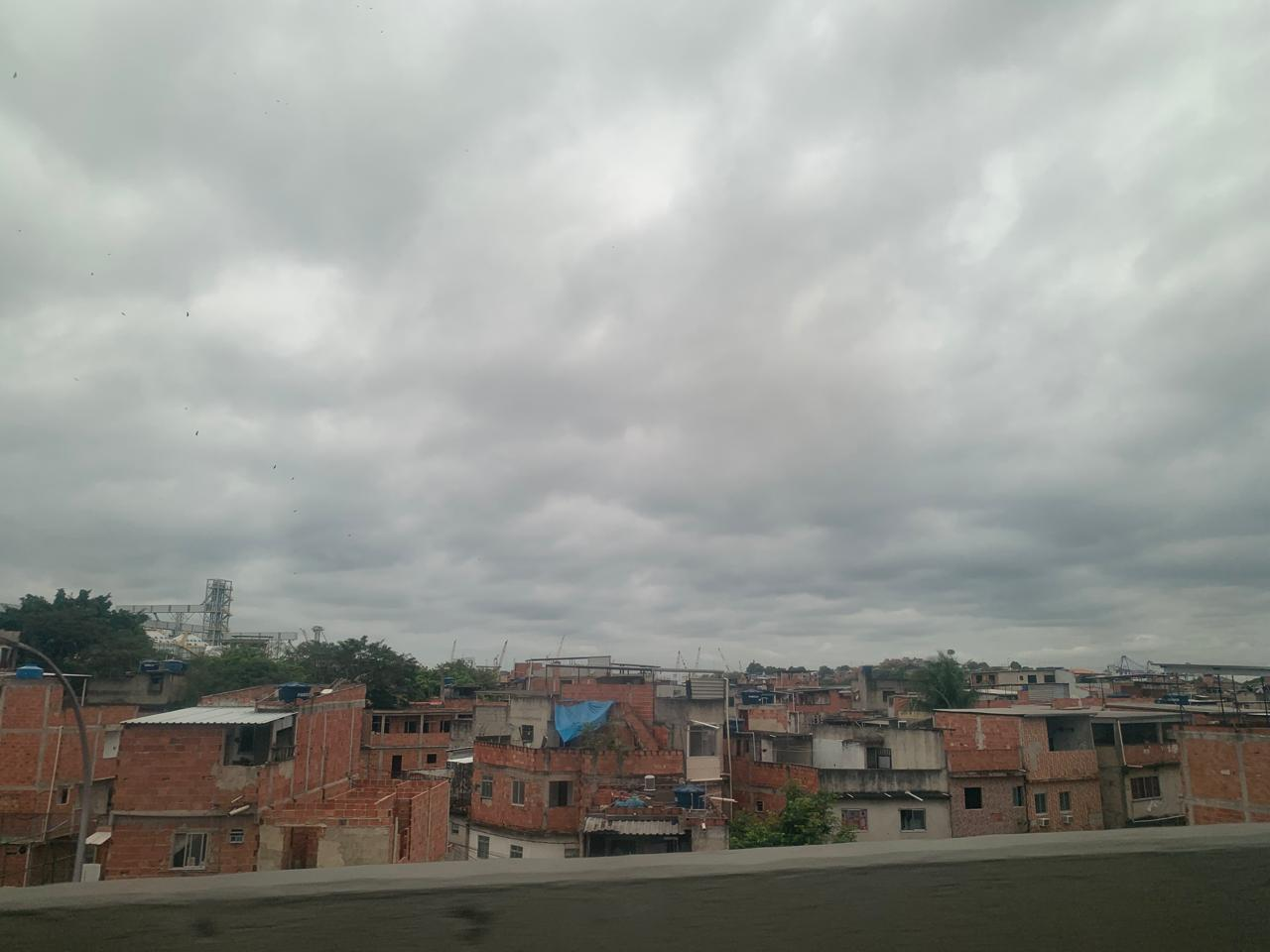
Vista parcial da favela do bairro a partir da Linha Vermelha em 2024

Esta localidade foi primeiramente habitada pelo rico comerciante luso José Gouveia Freire, sendo adquirida pela família real para os banhos medicinais de Sua Majestade D. João VI que havia sido ferido por um carrapato. Até então a região era um bairro rural, mas começou a ganhar loteamentos para abrigar parte dos 18 mil portugueses que vieram junto a família real. A Quinta onde o Rei tomava banho encontra-se preservada, é chamada desde então de Casa de Banhos de D. João VI e abriga atualmente o Museu da Comlurb, constituindo-se em um dos singulares espaços históricos da cidade do Rio de Janeiro. A região tornou-se a primeira região de banho de mar do Rio de Janeiro, sendo frequentado por toda a família real até D. Pedro II.
A região ao atual bairro do Caju prolongava-se desde o Mangue de São Diogo (área do atual Gasômetro - sede da CEG), passando pela antiga Praia de São Cristóvão (atual Rua São Cristóvão, Praça Pe. Seve, Rua da Igrejinha, Rua Monsenhor Manuel Gomes), até a Praia do Caju (que passava por toda a extensão da Rua Monsenhor Manuel Gomes - "rua dos cemitérios", terminando na rua homônima). Segundo o cronista C. J. Dunlop, do Rio antigo: "Era uma região belíssima, de praias com areias branquinhas e água cristalina, onde não era rara a visão do fundo da Baía, tendo como habitantes comuns os camarões, cavalos-marinhos, sardinhas, e até mesmo baleias."
Um pouco à frente da Ponta do Caju (atual Rua Monsenhor Manuel Gomes), o provedor da Santa Casa de Misericórdia José Clemente Pereira, instalou em 1839, numa gleba adquirida de José Goularte, o primeiro Cemitério do Rio de Janeiro para indigentes, até então enterrados no cemitério velho da Rua Santa Luzia, onde agora estava sendo erguido o novo hospital da Santa Casa (existente até os dias atuais).
A partir de 1851 a Santa Casa, inauguraria o primeiro dos cemitérios públicos da cidade, em terrenos da antiga Fazenda Murundu, de Baltazar Pinto dos Reis, cuja "casa-nobre" logo se transformaria em 1855 numa enfermaria para os pobres, ponto de partida para o Hospital de N. S. do Socorro (ainda de pé até os dias de hoje).O atual complexo de cemitérios inclui o Cemitério Comunal Israelita.
Pinto Guerra, um rico proprietário português, doou à Santa Casa algumas terras que possuía na região agora habitada pelos cemitérios. Estas foram adquiridas pelo industrial Teixeira de Azevedo para a construção da maior fábrica de tecidos do Rio de Janeiro à época (1880). Entretanto, a falência da referida firma fez com que seu prédio e terrenos fossem entregues ao Banco do Brasil, onde acabaria nas mãos do governo federal pela quantia de 7 mil contos, para que nesta região fosse instalado o novo Arsenal de Guerra (o velho funcionava na Ponta do Calabouço), o mesmo foi inaugurado em 11 de novembro de 1892 pelo então Presidente da República Campos Sales, e que encontra-se em funcionamento até os dias de hoje, construindo o Arsenal de Guerra do Rio, organização militar do Exército Brasileiro, compondo ainda a Fábrica de Material de Comunicações do Exército, e a Indústria de Material Bélico do Brasil.
Em 1890, no morro da Quinta do Caju, o Visconde Ferreira de Almeida, conhecido por vezes como Conde de Carvalhido, montou sua Casa de Retiro para a Velhice Desamparada, que continua em funcionamento no mesmo endereço.
Na Rua Carlos Seidl (esta assim nomeada em homenagem ao Diretor de Saúde Pública de mesmo nome), o ministro Ferreira Viana levantou também na década de 1890 o primeiro hospital de isolamento do Rio de Janeiro, o de São Sebastião (que também desafia de pé o tempo, e o descaso do governo com a saúde pública).
Ao contrário do que muitos imaginam, a prática do voleibol nas areias das praias começou por volta dos anos de 1910, e se estendeu pelas décadas subsequentes, nas areias da Praia do Caju. O desporto era praticado por jovens remadores do Club Athlético Cajuense e por militares do Exército Brasileiro.

## Estrutura
O bairro surgiu em seu atual formato na década de 40 com a criação da Avenida Brasil que cortou o bairro de São Cristóvão.
Por ser localizado próximo ao Cais do Porto, o Caju possui o INPH - Instituto Nacional de Pesquisas Hidroviárias (órgão subordinado à Secretaria Especial de Portos - CEP), diversas instalações portuárias importantes, bem como diversas indústrias, e duas organizações militares: o Arsenal de Guerra do Rio (FMCEx e IMBEL), além de uma guarnição da Força Aérea Brasileira (PAME - Parque de Material de Eletrônica da Aeronáutica). Do ponto de vista residencial, possui ruas e praças arborizadas, porém conta com a presença de 8 pequenas favelas: São Sebastião, Ladeira dos Funcionários, Quinta do Caju, Parque Nossa Senhora da Penha (Manilha), Parque Boa Esperança (Chatuba), Parque Conquista (950 ou 9 galo), Clemente Ferreira, Parque da Alegria. Ficam localizados dentro do bairro os seguintes cemitérios: Memorial do Carmo, Ordem Terceira da Penitência, São Francisco Xavier, e o Cemitério Comunal Israelita.
No bairro do Caju, também existe até hoje a antiga rampa para hidroaviões, pertencente à extinta empresa de aviação Sindicato Condor, que depois passaria à propriedade da companhia de aviação Cruzeiro do Sul.
Seu IDH, no ano 2000, era de 0,753, o 16º mais mal colocado entre 126 regiões analisadas no município do Rio de Janeiro.
Faz limite com os bairros do Benfica, São Cristóvão, Vasco da Gama e Santo Cristo na Zona Central, e apenas Manguinhos na Zona Norte, além de também ser separado da Maré por meio de um canal.